# Olympische Sommerspiele 1980/Teilnehmer (Volksrepublik Kongo)
| Gelbes Symbol für Goldmedaillen mit stilisierten Olympischen Ringen | Graues Symbol für Silbermedaillen mit stilisierten Olympischen Ringen | Braundes Symbol für Bronzemedaillen mit stilisierten Olympischen Ringen |
| ------------------------------------------------------------------- | --------------------------------------------------------------------- | ----------------------------------------------------------------------- |
| —                                                                   | —                                                                     | —                                                                       |

Die Volksrepublik Kongo, die heutige Republik Kongo, nahm an den Olympischen Sommerspielen 1980 in Moskau mit einer Delegation von 23 Sportlern (neun Männer und 14 Frauen) in acht Wettkämpfen in drei Sportarten teil. Ein Medaillengewinn gelang keinem der Sportler.

## Teilnehmer nach Sportarten

### Boxen
- Alphonse Matoubela
Leichtgewicht: in der 1. Runde ausgeschieden

- Georges Koffi
Weltergewicht: in der 1. Runde ausgeschieden

- Anaclet Wamba
Halbschwergewicht: in der 1. Runde ausgeschieden

### Handball
Frauen
- 6. Platz
Angélique Abemane
Isabelle Azanga
Pascaline Bobeka
Germaine Djimbi
Yolande Kada-Gango
Henriette Koula
Solange Koulinka
Pemba Lopez
Yvonne Makouala
Julienne Malaki
Madeleine Mitsotso
Nicole Oba
Micheline Okemba
Viviane Okoula

### Leichtathletik
Männer
- Théophile Nkounkou
100 m: Viertelfinale
200 m: Vorläufe
4 × 100 Meter: Vorläufe

- Antoine Kiakouama
100 m: Vorläufe
4 × 100 Meter: Vorläufe

- Jean-Pierre Bassegela
200 m: Vorläufe
4 × 100 Meter: Vorläufe

- Louis Nkanza
4 × 100 Meter: Vorläufe

- Bernard Mabikana
110 m Hürden: Vorläufe

- Emmanuel Mpioh
Marathon: 52. Platz